# 法國全國乙組聯賽
法國全國乙組聯賽（法語：Championnat National 2，前稱法國業餘錦標賽），是法國足球聯賽系統的第 4 级别，亦是非職業聯賽的最高級別，次於法甲、法乙、法丙(全國聯賽)之下。由 48 支業餘球隊組成，以升降班制度聯繫法丙及法全國丙組(第五級)。
法業餘於1927年由法國足球總會成立，1929年前是法國頂級聯賽，以及直至1932年法國足球聯賽職業化。現時體系的CFA於1993年成立，是法丙的次級。登卡基曾於2010年以103分完成球季

## 其中參賽球隊（23/24）
| 中文名稱        | 法文名稱                | 所在城市   | 上季成績      |
| --------------- | ----------------------- | ---------- | ------------- |
| 阿夫朗什        | US Avranches            | 阿夫朗什   | 全國聯，第 位 |
| 蒙茨拉米尔      | GOAL FC                 | 沙斯莱     | 全國聯，第 位 |
| 馬利尼安        | Marignane GCB           | 马里尼亚讷 | 全國聯，第 位 |
| 埃皮纳勒        | SAS Épinal              | 埃皮纳勒   | 全國聯，第 位 |
| 紹萊            | SO Cholet               | 紹萊       | 全國聯，第 位 |
| 色當            | CS Sedan Ardennes       | 色当       | 第 位         |
| 布里厄人        | Stade Briochin          | 圣布里厄   | 第 位         |
| 巴斯蒂亞-波爾戈 | FC Bastia-Borgo         | 博爾戈     | 第 位         |
| 勒皮43          | Le Puy Foot 43 Auvergne | 勒皮       | 第 位         |

## 外部連結
- Official Site of the Fédération française de football （页面存档备份，存于）
- Championnat de France amateur Fixtures （页面存档备份，存于） （英文）